# 船尾座MY
船尾座MY，又名CD-48 3091，HD 61715、SAO 218852、HR 2957，是船尾座的一颗恒星，视星等为5.68，位于銀經261.31，銀緯-12.86，其B1900.0坐标为赤經7h 35m 28.5s，赤緯-48° -12.86′ 23″。